# AKB48 笑淚交織
《AKB48 笑淚交織》（又直譯為「AKB48紀錄電影：少女們在眼淚背後看到什麼？」），是一部2013年2月1日在日本首映的紀錄電影。該片是以2012年一年間對女子偶像團體AKB48的團員進行貼身跟拍所攝得的影片，經過剪輯編排之後所作成之紀錄片，也是一系列以AKB48為主角的紀錄片作品中的第三部。
此片的導演是曾經執導過前作《AKB48 永遠在一起》（DOCUMENTARY of AKB48 Show must go on 少女たちは傷つきながら、夢を見る）與多部AKB48音樂影片的高橋榮樹，旁白則是女演員伊藤步。

## 簡介
《AKB48 笑淚交織》在上映前所使用的宣傳海報是以曾擔任Team A隊長、並被提拔成為AKB48集團總監督的高橋南（高橋みなみ）為主角，並且根據其座右銘「努力就必定有回報」（努力は必ず報われる）改編成電影的宣傳標語「努力有沒有回報，我不知道。但是，不努力的話什麼都不會開始。」（努力が報われるかどうかは、わからない。でも、努力しなければ何も始まらない。）
該片在2月1日（週五）於日本國內119家戲院上映，首映3日就創下6萬8,213人次、相當於8,780萬3,600日圓的票房，成為當週觀賞人數排行第10名的電影
紀錄片的內容是以被稱為「AKB不動的ACE」、創團成員前田敦子的畢業與其所掛念的東京巨蛋公演，渡邊麻友、松井珠理奈、島崎遥香三人在前田畢業後的下一代中央成員（center）位置之爭，以及描寫AKB的不成文內規「戀愛禁止條例」等話題作為主軸。

## 主題曲
電影主題曲《After rain》是一首為了此片特別錄製的新曲，負責演唱的是21名選拔自AKB48與其姊妹團體的成員，由於名單包括已經移籍至JKT48與SNH48兩個海外姊妹團體的成員，是第一首名義上涵蓋全體48集團的歌曲作品。參與成員的詳細選拔名單如下：
- AKB48：板野友美、大島優子、柏木由紀、北原里英、小嶋陽菜、篠田麻里子、島崎遥香、高橋南、峯岸南（峯岸みなみ）、橫山由依、渡邊麻友
- SKE48：石田安奈、松井珠理奈
- NMB48：小谷里歩、渡邊美優紀
- HKT48：指原莉乃、多田愛佳
- JKT48：高城亞樹、仲川遥香
- SNH48：鈴木瑪莉亞（鈴木まりや）、宮澤佐江

## 工作人員
- 監督：高橋榮樹
- 企劃：秋元康
- 製作：窪田康志（AKS）、新坂純一（東宝）、秋元伸介（秋元康事務所）、北川謙二（North River）、吉田立（NHK ENTERPRISES）
- 製作人：古澤佳寛、磯野久美子（秋元康事務所）、松村匠（AKS）、牧野彰宏（AKS）、関山幹人
- 監督製作人：石原真（NHK）
- 製片：篠田学（秋元康事務所）、橋本淳司
- 音樂：大坪弘人
- 主題曲：AKB48 《After rain》
- 攝影：角田真一、村上拓、堂前徹之、阿部一孝、二階堂悠紀、眞田慧子、遠山雅之、森元敏博、黒木秀一朗、藪田健志、松本綾佳、服部将之、小林光、市川喬章、和田英理香
- 攝影器材：木村太郎
- 錄音：久連石由文
- 編集：村上雅樹
- 旁白：伊藤步
- 製作協力：KRK PRODUCE、Pipeline（パイプライン）
- 製作： AKS、東宝、秋元康事務所、North River（ノース・リバー）、NHK ENTERPRISES
- 配給：東宝映像事業部

## 海外播映
《AKB48 笑淚交織》一片在日本本土上映約兩個月後的4月3日，在台灣的部分電影院線上映。
香港地區則是在同年的5月16日至5月19日間，於百老匯戲院部份院線上演。

## 軼事
在接近片尾的成員採訪段落，同樣也是創團成員的板野友美突然發表將在2013年内畢業的訊息。但為了保密，在電影進行編輯乃至於上映前的媒體試映會中，都以「編輯中」的理由將此段內容遮蔽，一直到正式首映會才公開。因此，包括AKB48主要的工作人員、板野以外的其他成員，乃至於參加首映會的觀眾，都是在電影播放時首度知悉此消息而大感訝異。板野也在首映播畢後獨自上台說明決定畢業的想法。

## 外部連結
- 紀錄電影官方網站（日語）
- 導演高橋榮樹訪談（页面存档备份，存于）（livedoor HOMME）（日語）
- 導演高橋榮樹訪談（页面存档备份，存于）（月刊Cyzo）
- YouTube上的《AKB48 笑淚交織》中文預告片（台灣發行商官方頻道）（繁體中文）